# Lophocereus gatesii
Lophocereus gatesii là một loài thực vật có hoa trong họ Cactaceae. Loài này được M.E. Jones mô tả khoa học đầu tiên năm 1934.